# Kaposvár
Kaposvár ([ˈkɒpoʃvaːr] en croata: Kapošvar, en alemán: Ruppertsburg) es la capital del condado de Somogy en Hungría. Se encuentra a 186 km (116 mi) al suroeste de Budapest, transzonales al río Kapos.
En el año 2013 obtuvo la distinción EDEN, que otorga la Comisión Europea, a uno de los mejores destinos turísticos «Turismo y la accesibilidad».

## Historia

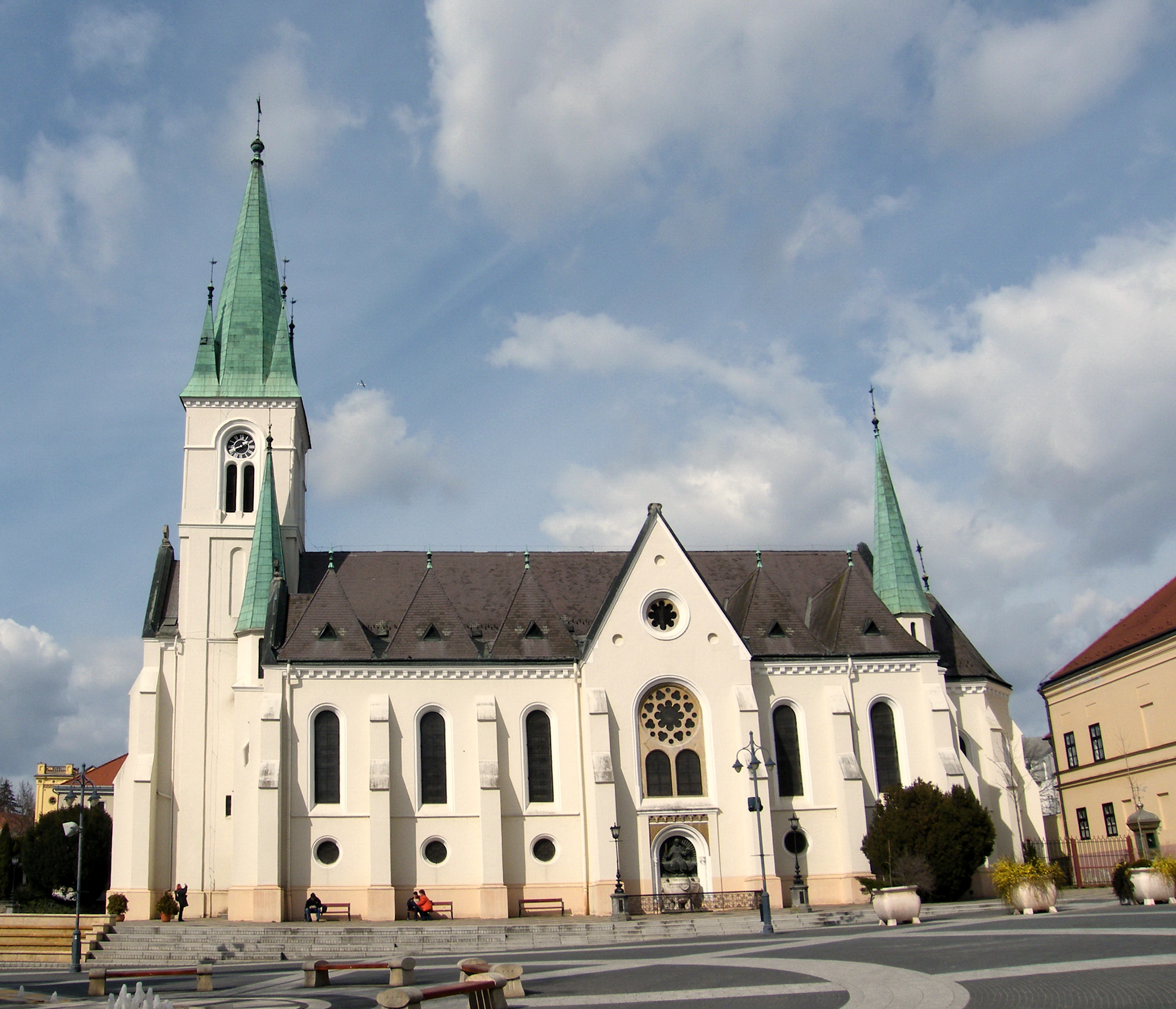
Catedral de Kaposvár

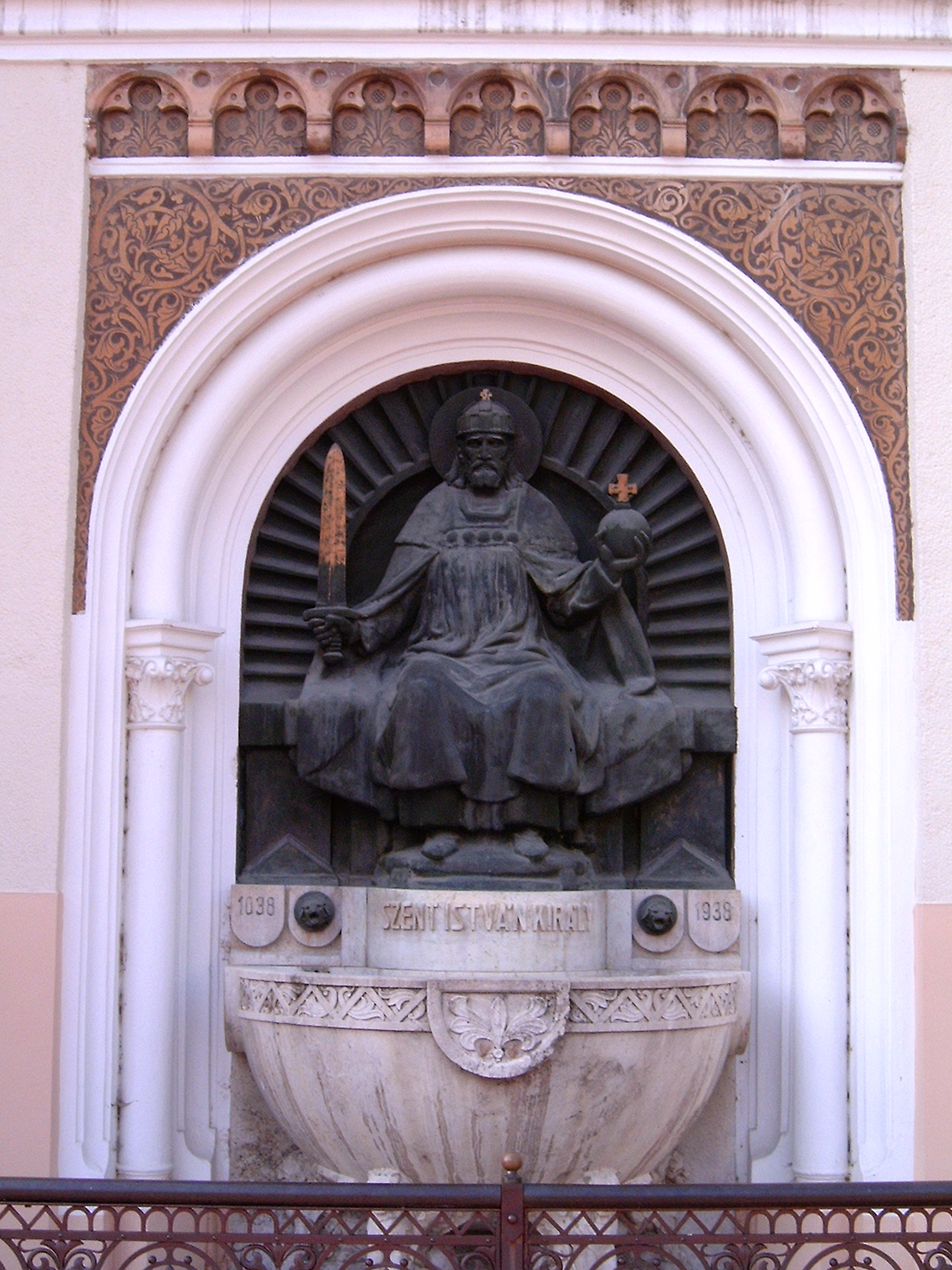
Fuente de Esteban I de Hungría en Kapsovár.

Según la leyenda, la ciudad fue fundada sobre siete colinas como Roma. El área  	
ya había sido habitada 5000 años a. C. Alrededor del 400 a. C., las tribus celtas habitaron el área.
La ciudad fue mencionada por primera vez en el 	en el documento fundacional del Episcopado de Pécs en 1009 de Kapos. El rectangular castillo fue reconstruido 	
como un castillo de piedra en el siglo XV. El castillo fue destruido en 1702 por orden de Leopoldo I.
Los otomanos ocuparon la ciudad tras un asedio de cinco días en 1555. Fue liberada del dominio otomano en 1686.
En 1749 Kaposvár se convirtió en la sede del condado. Durante la década de 1800 la ciudad se desarrolló considerablemente, debido a la importancia de la línea ferroviaria que une Budapest y Zagreb. Kaposvár se convirtió en una importante ciudad industrial.
En 1950, el pueblo de Kaposszentjakab fue anexado a la ciudad, seguido en 1973 por Kaposfüred, Toponár y Töröcske.
En 1990 Kaposvár, con la ciudad por encima de los 50.000 habitantes, fue elevada al rango de ciudad con derechos del condado. Desde 1993 existe una sede episcopal en la ciudad. La Universidad de Kaposvár fue fundada el 1 de enero de 2000.

## Geografía
La ciudad está rodeada por las suaves colinas de la subregión llamada exterior Somogy en el norte y por el acantilado hacia abajo de los bosques de la otra subregión Zselic desde el sur. Kaposvár ha sido un importante cruce de carreteras de tráfico antes de la regulación del río Kapos, siendo la base para cualquier tipo de desarrollo para la ciudad y sus ciudadanos.
Hoy en día Kaposvár es un cruce de desarrollo para el ferrocarril y las carreteras públicas, que tengan una estrecha relación de todos los asentamientos de la aglomeración, así como a seguir, por encima de las lomas. La línea de ferrocarril en Europa a partir de Budapest hacia el Mediterráneo lleva a través de Kaposvár y otras ciudades del condado.

## Lugares turísticos
- Cámara Municipal de Kaposvár
- Museo de Rippl-Rónai
- Teatro Csiky Gergely
- Casa Dorottya (siglo XVIII)
- Gallería de Vaszary (antes la Gallería de Somogy)
- Capilla de Santo Donat (Barroca, principios del siglo XVIII)
- Ruinas del Monasterio Benedictino de Kaposszentjakab (Romanesco y Gótico, siglo XI)
- Farmacia del León dorado (1774)
- Catedral de Nuestra Señora de la Asunción (1886)

## Eventos turísticos
- Festival Internacional de Música de Cámara de Kaposvár

## Relaciones entre Kaposvár y España

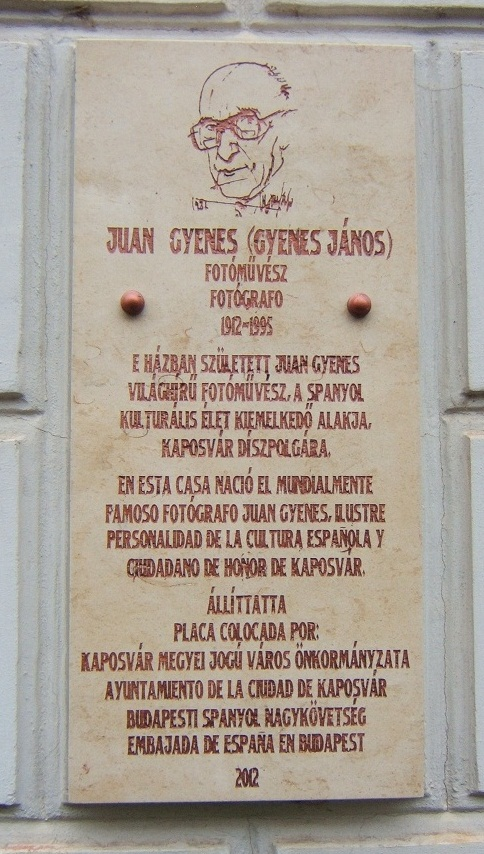
Placa de Juan Gyenes

- En Kaposvár nació el mundialmente famoso fotógrafo Juan Gyenes, ilustre personalidad de la cultura española. En 2012 fue colocada una placa en la pared de la casa donde nació.
- Hay una fuente llamada "Fuente Española" (en húngaro: "Spanyol-forrás") en un bosque al sur de la ciudad.

## Personalidades de Kaposvar
Allí nació Moritz Kaposi (23 de octubre de 1837 en Kaposvár, Hungría). Nacido en una familia judía, su apellido era originalmente Kohn, pero con su conversión al catolicismo en 1871 cambió a Kaposi, en referencia a su ciudad de nacimiento. Lleva su nombre  el  Sarcoma de Kaposi, un tumor maligno de malignidad intermedia causado por el virus del sarcoma de Kaposi. (HHV-8). La enfermedad fue descrita por el dermatólogo húngaro Moritz Kaposi en Viena en el año 1872, bajo el nombre de "sarcoma múltiple pigmentado idiopático". Y el sarcoma de Kaposi múltiple en piel, fue la razón por la que al SIDA epidémico de 1983 se lo rotulaba al inicio como "peste Rosa"

## Ciudades hermanadas
La ciudad de Kaposvár está hermanada con:
| - Bath, Reino Unido - Miercurea-Ciuc, Rumania - Darjan, Mongolia - Glinde, Alemania | - Koprivnica, Croacia - Saint-Sébastien-sur-Loire, Francia - Schio, Italia - Tver, Rusia | - Rauma, Finlandia - Villach, Austria - Mostar, Bosnia y Herzegovina |